# 雷迪奇聯足球會
雷迪奇聯足球會（英語：Redditch United Football Club）是一支位於英格蘭西米德蘭茲區域伍斯特郡雷迪奇的足球俱樂部，目前於英格蘭足球南部聯賽（超聯組中）角逐。

## 榮譽
- 伯明翰混合聯賽（Birmingham Combination）
  - 冠軍（3）：1913/14年、1932/33年、1952/53年；
- 伯明翰及鄰近地區聯賽南部組（Birmingham & District League Southern Division）
  - 冠軍（1）：1954/55年；
- 英格蘭足球南部聯賽甲組北
  - 冠軍（1）：1975/76年；
- 英格蘭足球南部聯賽西部組
  - 冠軍（1）：2003/04年；
- 伯明翰高級盃（Birmingham Senior Cup）
  - 冠軍（5）：1925年、1932年、1939年、1977年、2005年；
- 伍斯特郡高級盃（Worcestershire Senior Cup）
  - 冠軍（6）：1894年、1930年、1975年、1976年、2008年、2014年；
- 斯塔福德郡高級盃（Staffordshire Senior Cup）
  - 冠軍（1）：1991年；
- 伍斯特皇家醫院盃（Worcester Royal Infirmary Cup）
  - 冠軍（1）：1999年；

## 外部連結
- Club website （页面存档备份，存于）